# Головинское сельское поселение (Ульяновская область)
Голови́нское се́льское поселе́ние — муниципальное образование в составе Николаевского района Ульяновской области. Административный центр — село Головино.

## Население
| 2010  | 2012  | 2013  | 2014  | 2015  | 2016  | 2017  |
| ----- | ----- | ----- | ----- | ----- | ----- | ----- |
| 1875  | ↘1789 | ↘1723 | ↘1681 | ↘1633 | ↘1577 | ↘1534 |
| 2018  | 2019  | 2020  | 2021  |       |       |       |
| ↘1515 | ↘1478 | ↘1441 | ↘1363 |       |       |       |

## Состав сельского поселения
В состав поселения входят 9 населённых пунктов: 7 сёл и 2 деревни.
| № | Населённый пункт | Тип населённого пункта       | Население |
| - | ---------------- | ---------------------------- | --------- |
| 1 | Головино         | село, административный центр | 503       |
| 2 | Каранино         | село                         | 61        |
| 3 | Канасаево        | село                         | 171       |
| 4 | Кравково         | село                         | 136       |
| 5 | Кезьмино         | деревня                      | 50        |
| 6 | Лыневка          | село                         | 0         |
| 7 | Пановка          | деревня                      | 47        |
| 8 | Тепловка         | село                         | 556       |
| 9 | Топорнино        | село                         | 351       |